# Dhārchula
Dhārchula är en ort i Indien.   Den ligger i distriktet Pithorāgarh och delstaten Uttarakhand, i den norra delen av landet, 300 km öster om huvudstaden New Delhi. Dhārchula ligger 1 665 meter över havet och antalet invånare är 7 331.
Terrängen runt Dhārchula är mycket bergig. Runt Dhārchula är det ganska tätbefolkat, med 67 invånare per kvadratkilometer. Det finns inga andra samhällen i närheten. I omgivningarna runt Dhārchula växer i huvudsak blandskog.